# Křepelčí maso

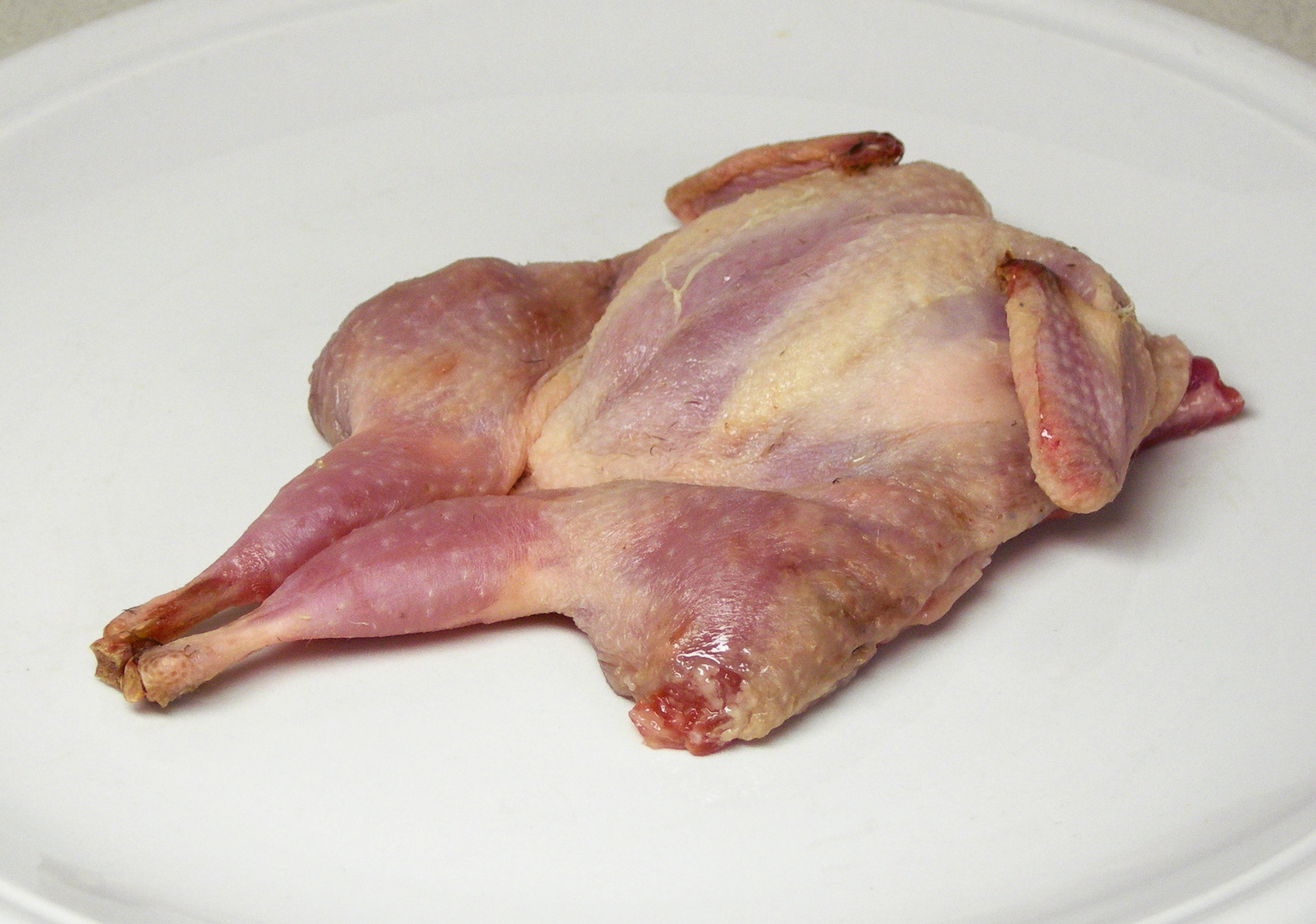
Nadívaná křepelka

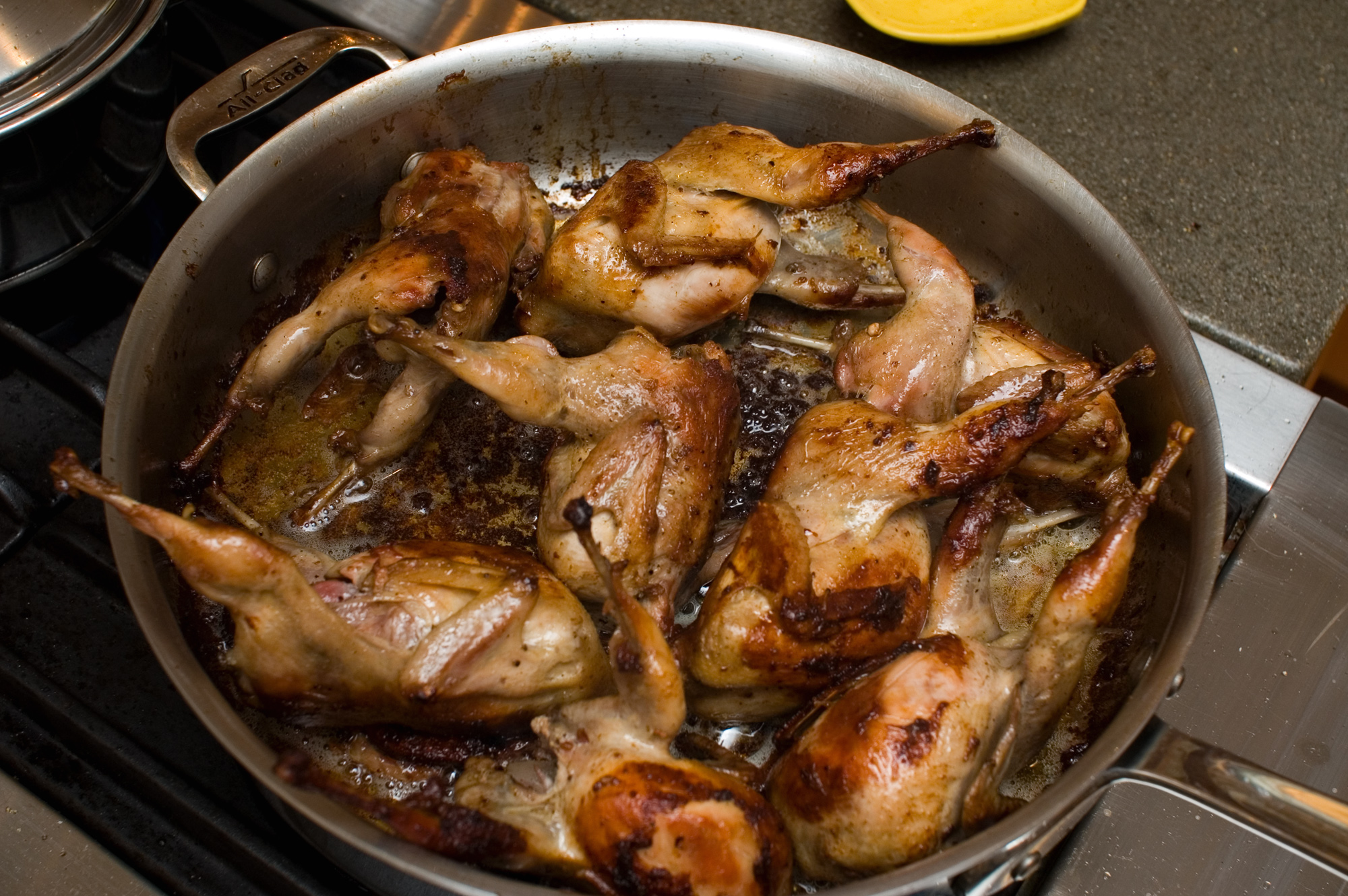
Příprava křepelek na pánvi

Křepelčí maso je druh masa které pochází z jedlých druhů křepelek, pocházejících ze Starého i Nového světa. Křepelka polní (Coturnix coturnix) bývala velmi oblíbená ve francouzské kuchyni. V 21. století jsou však pro lidskou spotřebu využívány zejména domestikované křepelky japonské (Coturnix japonica). Křepelky polní se také tradičně připravovaly v polské, maltské, italské, mexické, španělské, egyptské a indické kuchyni. Křepelky se běžně konzumují celé včetně malých kostí, protože malá velikost křepelčího těla ztěžuje jejich vyjímání. Navíc se tyto kosti snadno žvýkají.

## Historie
Křepelky se konzumují minimálně od starověku. V dopise Šepsiho své matce, v jednom z egyptských dopisů mrtvým, jí připomínal všechny dobré skutky, které vykonal za jejího života. Říká... řekla jsi mi, svému synu: "Přineseš mi křepelky, abych je snědla", a já, tvůj syn, jsem ti pak přinesl sedm křepelek a ty jsi je snědla... Domestikovány byly křepelky v Číně, která je v 21. století největším producentem křepelčího masa na světě.
Podle kalifornského receptu z 19. století se křepelky připravovaly tak, že se plnily směsí hub, jarní cibulky, petrželky, másla, citronové šťávy a tymiánu. Poté se potíraly sádlem, strouhankou a rozšlehanými vejci a následně se pekly v troubě. Slaný koláč se dal připravit z křepelek, soleného vepřového masa, vajec a čerstvých bylinek.
V judaismu jsou pouze některé druhy křepelek považovány za košer. Ortodoxní unie označuje křepelku polní za košer na základě potvrzení rabína Šloma Zevy Zweigenhafta.

## Charakteristika masa
Křepelky jsou považovány za lovné ptáky nebo se chovají domestikované křepelky. V případě divokých ptáků jsou loveny v období od dubna do října. Maso z prsou je světlé, maso z nohou tmavé. Díky schopnosti velmi rychlého letu mají křepelky tmavší barvu masa než bažant, se kterým jsou příbuzné. Křepelky z chovů, kde jim není umožněn let, mívají o něco světlejší barvu masa z prsou a mírnější chuť. Pro maso se chovají křepelky polní, které jsou nejběžnějším druhem v Evropě. Chová se i křepel virginský (Colinus virginianus), křepelka proměnlivá (Synoicus ypsilophorus), křepelka čínská (Synoicus chinensis), křepel přílbový (Callipepla gambelii), křepel harlekýn (Cyrtonyx montezumae) či křepel šupinkatý (Callipepla squamata).

## Příprava
Vzhledem k váze křepelek (přibližně 110 až 170 g), se za porci obvykle považují dvě křepelky. Často je křepelčí maso podáváno jako předkrm. Křepelky se mohou péct vcelku nebo podélně rozkrojené, mohou se také dusit, grilovat na rožni, restovat nebo se vykostit a péct plněné. Křepelky z chovů jsou tučnější (přibližně 150 až 200 g) a mají méně intenzivní chuť než divoké křepelky.

## Zdravotní rizika
Konzumace křepelek, které se například během migrace živily bolehlavem, může způsobit akutní selhání ledvin v důsledku hromadění toxických látek z bolehlavu v mase. Takový stav se označuje jako koturnismus.